# POP CLOVER
POP CLOVER（ポップクローバー）は、日本の男性アイドルグループ。旧名はPop Clover。2021年結成。略称はポプクロ。
運営会社および所属事務所はKISS Promotion。2017年3月に始動した同社所属、名古屋わかもの会議プロデュースのアイドルグループ及びプロジェクトである若ET KISS(呼称：ジャケットキス)の後続グループとして結成されたグループであり、同様にプロジェクト若ET KISSとして活動するグループである。2021年6月10日に結成され、同年8月7日にステージデビュー。2023年4月にPOP CLOVERに改名。2022年より研修生グループとして、Pop Clover研修生が活動していたが、2023年8月をもって活動休止が発表された。略称はポプクロ研修生。

## メンバー
| 名前                               | 出身地 | 加入日                             | メンバーカラー |
| ---------------------------------- | ------ | ---------------------------------- | -------------- |
| 大瀧渓太（おおたきけいた）         | 愛知県 | 初期メンバー(若ETKISSメンバー)     | ラビットピンク |
| 一ノ瀬翼（いちのせつばさ）         | 長崎県 | 初期メンバー(若ETKISSメンバー)     | ペンギンブルー |
| たっつん(戸田健太)（とだたつひろ） | 長崎県 | 2022年10月23日(YOKOHAMA男子と兼任) | ブルー         |

2021年8月、メンバーが正式に発表され、若ET KISSから大瀧渓太と一ノ瀬翼、新たに花見寛斗で結成。メンバーカラーは動物モチーフ。2022年10月、YOKOHAMA男子よりたっつんとゆうだいが新メンバーとして加入。2023年4月、卒業した一ノ瀬翼の再加入に伴い、POP CLOVERに改名。

### 元メンバー
| 名前                           | 加入日                             | 脱退日       | メンバーカラー               | 備考                                                                                  |
| ------------------------------ | ---------------------------------- | ------------ | ---------------------------- | ------------------------------------------------------------------------------------- |
| 花見寛斗(ミト)（はなみひろと） | 初期メンバー                       | 2022年9月8日 | ウルフパープル               | 脱退後BEXX STOP、N.B(ニュービー)に加入。                                              |
| Leo（れお）                    | 2022年4月1日                       | 2022年9月8日 | 無色(ステージ衣装のカラー)   |                                                                                       |
| ゆうだい(奥多雄大)（ゆうだい） | 2022年10月23日(YOKOHAMA男子と兼任) | 2023年6月4日 | レッド                       |                                                                                       |
| ゆうと（ゆうと）               | 2022年8月頃                        | 不明         | 無色(ジャケット衣装のカラー) | 脱退後REV'z(レブズ)に加入。                                                           |
| しょうご(丸山正悟)（しょうご） | 2022年8月頃                        | 不明         | 無色(ジャケット衣装のカラー) | 脱退後REV'z(レブズ)、01LOVERS候補生に加入。2025年度よりサンミュージック名古屋に所属。 |

※研修生にはメンバー毎のテーマカラーが定められていない為、ステージ衣装(ジャケット衣装)のカラーを参照とする。

## 作品
2023年4月より所属事務所のインディーズ・レーベル若ET KISSから若ET KISSの人気曲のカバーと花見寛斗を含むPop Cloverの初期メンバーのシングル曲であるSee the lightを新録したCDのリリースが発表。5ヶ月連続CDリリースとしてリリースされ、イオン八事店など愛知県各地でリリースイベントが開催された。

### シングル
| 備考       | リリース日    | 曲名                         | 販売形態 |
| ---------- | ------------- | ---------------------------- | -------- |
| 1st Single | 2023年4月30日 | Dear Days(若ET KISS)         | シングル |
| 2nd Single | 2023年5月7日  | セイデンキ(若ET KISS)        | シングル |
| 3rd Single | 2023年6月4日  | 「君」を探す旅(若ET KISS)    | シングル |
| 4th Single | 2023年7月2日  | しゅわLove Summer(若ET KISS) | シングル |
| 5th Single | 2023年8月20日 | See the light                | シングル |

## 出演

### ラジオ
- テラコン田中の犬山LOVEプロジェクト[21][リンク切れ]（2021年11月-12月、愛知北エフエム放送）[22]
- カナメヤのキャンパスジャックラジオ（2023年5月、MID-FM）[23]

## 若ET KISS

### メンバー
| 名前                                 | 誕生日  | 出身地       | 加入日                                       | メンバーカラー |
| ------------------------------------ | ------- | ------------ | -------------------------------------------- | -------------- |
| にわち(二階堂和知)（にかいどうわち） | 3月11日 | 愛知県豊田市 | 初期メンバー(2021年12月〜活動休止中)         | 赤             |
| けいた(大瀧渓太)（おおたきけいた）   | 7月2日  | 愛知県江南市 | 初期メンバー(活動休止によりPOPCLOVERに移籍)  | ピンク         |
| つばさ(一ノ瀬翼)（いちのせつばさ）   | 2月19日 | 長崎県       | 2017年7月01日(活動休止によりPOPCLOVERに移籍) | 青             |

### 元メンバー
| 名前                             | 誕生日  | 加入日        | 脱退日              | メンバーカラー |
| -------------------------------- | ------- | ------------- | ------------------- | -------------- |
| まさやん(月波シノン)（まさやん） | 2月6日  | 2017年11月3日 | 2018年2月18日(卒業) | 緑             |
| れおな(山田玲於奈)（れおな）     | 4月23日 | 2018年9月1日  | 2019年12月23日      | 黄色           |
| あすか（あすか）                 | 9月26日 | 2018年9月1日  | 2019年10月21日      | 紫             |

### 略歴
2017年3月、学生団体名古屋わかもの会議の掲げる「若き力を愛知から世界へ〜愛知のピースになろう〜」をコンセプトに創設者・総合統括である水野翔太を初代プロデューサーに迎えプロジェクト若ET KISS(呼称：ジャケットキス)が発足した。アイドルグループ若ET KISSの初期メンバーはけいた(大瀧渓太)・にわっち(二階堂和知)の2名であり、2人とも前身グループNS☆BOYSのメンバーとして活動を行っていた。
2017年6月10日、マハラジャ名古屋で開催された企業と学生をつなぐイベント『学コレ』でステージデビュー。2017年7月1日に新メンバーのつばさ(一ノ瀬翼)が加入した。 2018年8月16日には名古屋ダイヤモンドホールで開催された『NEON×NEON×NEON inNAGOYA』への出演や新メンバーの加入など活動の幅を広げていったが、2021年6月10日に活動休止。同年8月に後続グループであるPop Cloverが始動した。休止時に残ったメンバーは、にわち・けいた・つばさの3人であった。けいたとつばさはPop Cloverに加入となり、にわちは2021年12月31日をもって芸能活動休止が発表された。
2022年10月15日、活動休止後初のライブである『ジャケキスSPECIAL LIVE』が開催された。出演メンバーは大瀧渓太。